# Andrea Benelli
Andrea Benelli (Firenze, 28 giugno 1960) è un dirigente sportivo ed ex tiratore a volo italiano, attuale direttore tecnico della Nazionale italiana di tiro a volo.

## Biografia
È stato introdotto al tiro a volo dal padre Luciano, che è stato il suo primo allenatore.
In oltre vent'anni di competizioni internazionali Benelli ha vinto 2 titoli mondiali ed un titolo europeo. Ha partecipato a sei edizioni delle Olimpiadi, vincendo un bronzo ad Atlanta 1996 prima dell'oro vinto ad Atene 2004.

Dal 2009 è il commissario tecnico della Nazionale di Tiro a volo di Cipro. Dal 2013 è Direttore Tecnico della Nazionale Italiana, allenando tra gli altri Diana Bacosi e Gabriele Rossetti, vincitori della medaglia d'oro alle olimpiadi di Rio de Janeiro del 2016 e alle olimpiadi di Parigi 2024.

## Riconoscimenti
- Nel maggio 2015, una targa a lui dedicata fu inserita nella Walk of Fame dello sport italiano a Roma, riservata agli ex-atleti italiani che si sono distinti in campo internazionale.[6][7]